# Ludwika Dobrzyńska-Rybicka

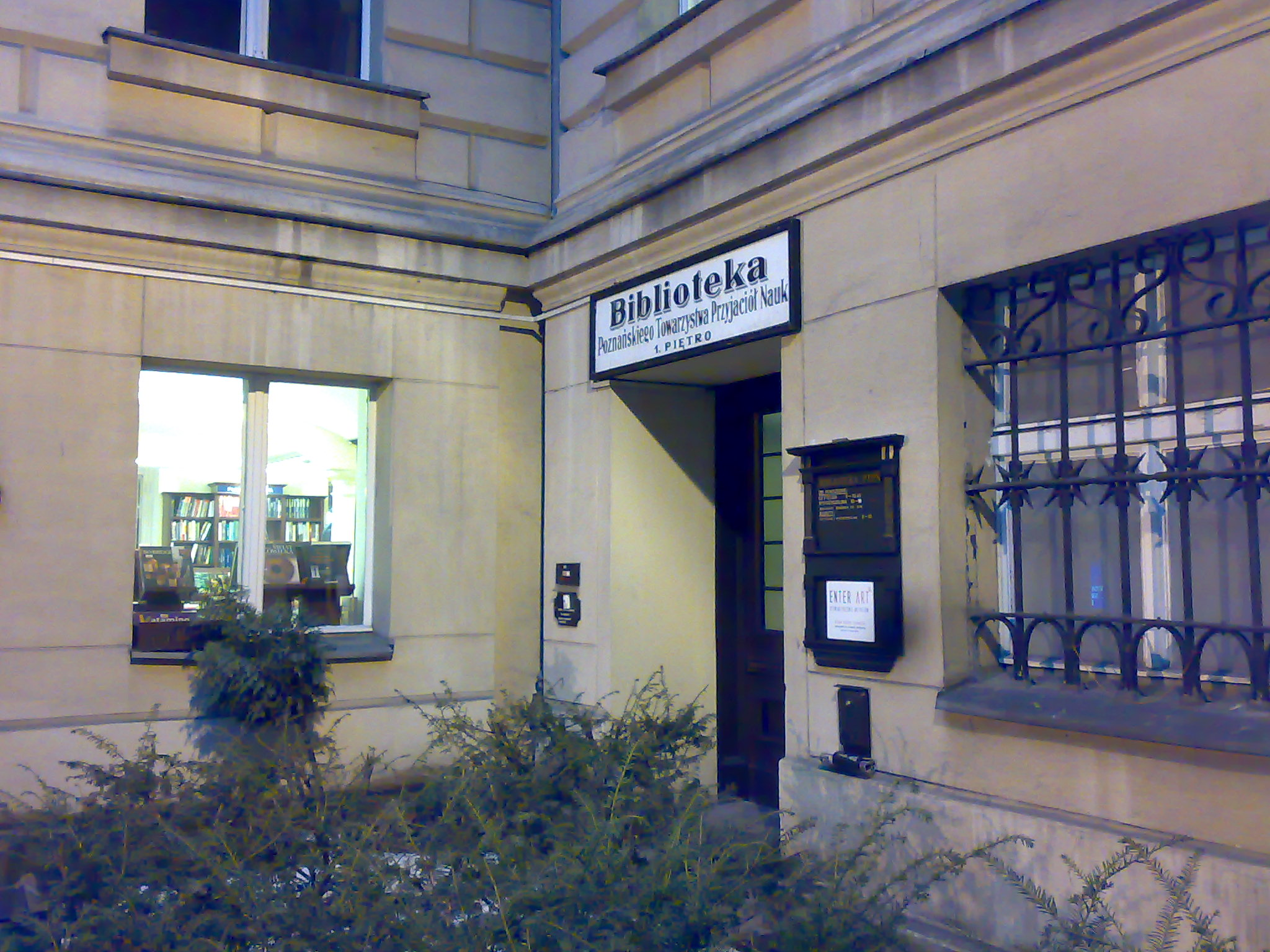
Biblioteka Poznańskiego Towarzystwa Przyjaciół Nauk – miejsce długoletniej pracy Ludwiki Dobrzyńskiej-Rybickiej

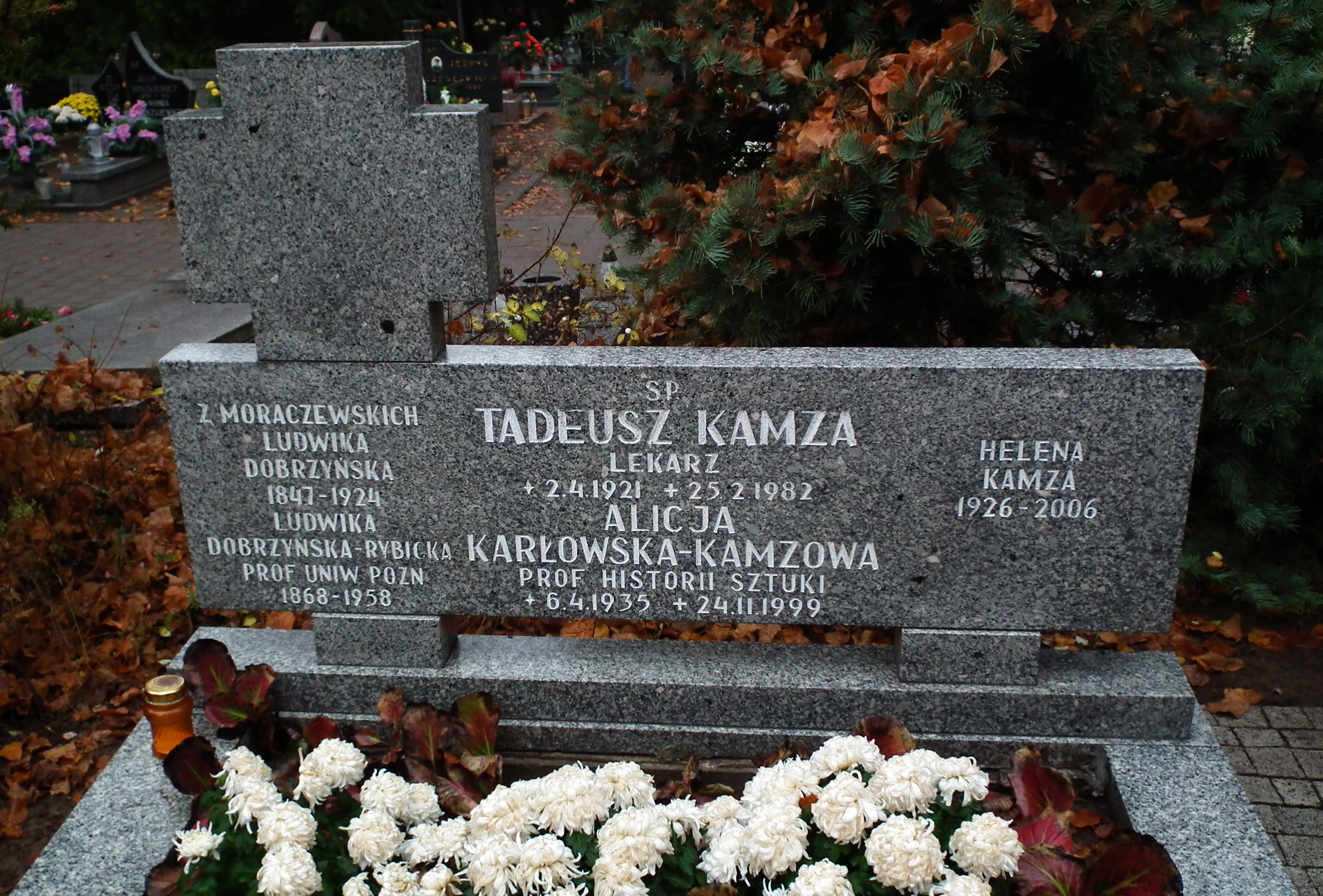
Grób na cmentarzu św. Jana Vianneya, w którym spoczywa też Alicja Karłowska-Kamzowa

Ludwika Izabela Dobrzyńska-Rybicka (ur. 19 listopada 1868 w Brzeżawie, zm. 7 października 1958 w Poznaniu) – polska filozof, długoletnia dyrektorka Biblioteki Poznańskiego Towarzystwa Przyjaciół Nauk, członkini Komisji Filozoficznej PTPN, profesor UAM w Poznaniu, przewodnicząca Narodowej Organizacji Kobiet na Wielkopolskę.

## Życiorys
Edukację rozpoczęła we Lwowie, a zakończyła w Poznaniu na Wyższej Szkole Żeńskiej Anny i Anastazji Danysz. W 1887 zdała egzamin na poznańskiej Szkole Ludwiki. W 1903 zapisała się na Wydział Filozoficzny Uniwersytetu w Zurychu. Studiowała także w Paryżu, Oksfordzie i Leuven, gdzie zbierała materiały na doktorat. W styczniu 1909 doktoryzowała się w Zurychu (praca Die Ethik von Thomas Brown, wydana w Poznaniu w 1909). W maju 1909 rozpoczęła pracę w Bibliotece PTPN w Poznaniu, gdzie m.in. wyodrębniła inkunabuły z magazynu głównego, opracowała katalog druków polskich z XVI wieku (jedno z pierwszych tego typu opracowań w Polsce) i napisała monografię dziejów Biblioteki. Od 1916 działała w Poznańskim Towarzystwie Pedagogicznym.
W 1918 była posłanką na Polski Sejm Dzielnicowy. Była członkiem Wydziału Politycznego Naczelnej Rady Ludowej. Współdziałała w pracach podejmowanych przez pomorskie zrzeszenia kobiece w czasie wojny polsko-bolszewickiej i plebiscytu na Górnym Śląsku. Przewodniczyła wielkopolskiej Narodowej Organizacji Kobiet. W 1920 uzyskała powtórny doktorat na UJ i habilitację na docenta filozofii (praca System etyczny Hugona Kołłątaja z 1917). W 1932 uzyskała tytuł profesora nauki obywatelstwa, a w 1933 tytularną profesurę Uniwersytetu Poznańskiego. Wykładała filozofię i socjologię. Współpracowała w tym zakresie z Florianem Znanieckim.
Podczas II wojny światowej organizowała w Poznaniu tajne kursy z filozofii, psychologii i języków obcych.
Po 1945 organizowała pierwsze Powszechne Wykłady Naukowe. W 1949 przeszła na emeryturę i zajęła się dalszą pracą naukową (głównie nad egzystencjalizmem francuskim).
Zmarła 7 października 1958 w Poznaniu. Została pochowana na cmentarzu św. Jana Vianneya w Poznaniu. Jedna z ulic w Poznaniu na Strzeszynie nosi jej imię.

## Rodzina
Urodziła się jako córka Ludwika Dobrzyńskiego i Ludwiki z Moraczewskich (siostrzenicy historyka Jędrzeja Moraczewskiego). 12 sierpnia 1896 wyszła za mąż za Karola Rybickiego. 

## Ordery i odznaczenia
- Krzyż Oficerski Orderu Odrodzenia Polski (11 listopada 1937)[4]
- Srebrny Wawrzyn Akademicki (7 listopada 1936)[5]
- Odznaczenie za pracę plebiscytową na Śląsku (1921)